# Elena Curtoni
Elena Curtoni (Morbegno, 3 februari 1991) is een Italiaanse alpineskiester. Haar oudere zus, Irene Curtoni, is eveneens alpineskiester.

## Carrière
Curtoni maakte haar wereldbekerdebuut in november 2009 in Levi. Ruim een jaar later scoorde ze in Val d'Isère haar eerste wereldbekerpunten. In november 2011 behaalde de Italiaanse in Cortina d'Ampezzo haar eerste toptien klassering in een wereldbekerwedstrijd. Op de wereldkampioenschappen alpineskiën 2011 in Garmisch-Partenkirchen eindigde Curtoni als zesde op de Super G en als zestiende op de supercombinatie. Tijdens de wereldkampioenschappen alpineskiën 2013 in Schladming eindigde ze als dertiende op de supercombinatie en als achttiende op de Super G. 
In Beaver Creek nam de Italiaanse deel aan de wereldkampioenschappen alpineskiën 2015. Op dit toernooi eindigde ze als tiende op de Super G. In maart 2016 stond Curtoni in Sankt Moritz voor de eerste maal in haar carrière op het podium van een wereldbekerwedstrijd. Op de wereldkampioenschappen alpineskiën 2017 in Sankt Moritz eindigde ze als vijfde op de Super G.
Op 25 januari 2020 boekte de Italiaanse in Bansko haar eerste wereldbekerzege.

## Resultaten

### Olympische Winterspelen
| Jaar | Plaats | Resultaten                                                      |
| ---- | ------ | --------------------------------------------------------------- |
| 2022 | Peking | 5e Afdaling 10e Super G 20e Reuzenslalom DNF1 Alpine combinatie |

### Wereldkampioenschappen
| Jaar | Plaats             | Resultaten                                              |
| ---- | ------------------ | ------------------------------------------------------- |
| 2011 | Garmisch-P.        | 6e Super-G 16e Supercombinatie                          |
| 2013 | Schladming         | 13e Supercombinatie 18e Super G                         |
| 2015 | Beaver Creek       | 10e Super G DNF1 Combinatie                             |
| 2017 | Sankt Moritz       | 5e Super G DNF2 Supercombinatie                         |
| 2021 | Cortina d'Ampezzo  | 4e Combinatie 8e Afdaling 18e Super G DNS2 Reuzenslalom |
| 2023 | Courchevel-Méribel | 9e Combinatie 13e Afdaling 15e Super G                  |
| 2025 | Saalbach           | 9e Super G 14e Teamcombinatie                           |

### Wereldbeker
Eindklasseringen
| Seizoen   | Algm | AD  | RS  | SG     | SC  |
| --------- | ---- | --- | --- | ------ | --- |
| 2010/2011 | 53e  | 43e | –   | 23e    | 21e |
| 2011/2012 | 40e  | 48e | 47e | 11e    | 15e |
| 2012/2013 | 38e  | 44e | 29e | 19e    | 7e  |
| 2013/2014 | 75e  | –   | 37e | 35e    | –   |
| 2014/2015 | 44e  | –   | 33e | 16e    | 18e |
| 2015/2016 | 23e  | 16e | 25e | 15e    | 23e |
| 2016/2017 | 17e  | 30e | 26e | 4e     | 20e |
| 2017/2018 | 126e | –   | 52e | –      | –   |
| 2018/2019 | 57e  | 35e | –   | 21e    | –   |
| 2019/2020 | 15e  | 6e  | –   | 11e    | 10e |
| 2020/2021 | 14e  | 9e  | 18e | 10e    |     |
| 2021/2022 | 13e  | 19e | 38e | Zilver |     |
| 2022/2023 | 9e   | 4e  | –   | 4e     |     |
|           |      |     |     |        |     |
| 2024/2025 | 25e  | 29e | –   | 5e     |     |

Wereldbekerzeges
| Datum      | Plaats            | Onderdeel |
| ---------- | ----------------- | --------- |
| 25/01/2020 | Bansko            | Afdaling  |
| 23/01/2022 | Cortina d'Ampezzo | Afdaling  |
| 16/12/2022 | Sankt Moritz      | Afdaling  |